# Milagre da hóstia de Juazeiro
O Milagre da Hóstia do Juazeiro, também conhecido simplesmente como Milagre da hóstia, foi um suposto fenômeno sobrenatural ocorrido na cidade de Juazeiro do Norte, em 1889. Segundo relatos da época, várias eucaristias administradas por Padre Cícero à Beata Maria de Araújo teriam se transformado em sangue, que era recolhido em lenços pelo padre, julgando-o ser o próprio sangue de Cristo. O fenômeno teria se repetido 47 vezes, em especial nas quartas e sextas-feiras da quaresma e outros dias até o dia da ascensão.
O caso ganhou relativa repercussão à época, e dividiu opiniões. Se, por um lado, os rumores sobre a transformação da hóstia em sangue se espalharam rapidamente pelos estados do Nordeste, tornando o Juazeiro num importante centro de peregrinação para milhares de devotos, por outro, foi confrontado com ceticismo por algumas autoridades eclesiásticas. 
O caso chegou aos ouvidos do então bispo do Ceará, Dom Joaquim José Vieira, que, a pedido do próprio Padre Cícero enviou uma comissão especializada para averiguar a procedência dos relatos. Esta tinha como presidente o padre Clicério da Costa Lobo e, como secretário, o padre Francisco Ferreira Antero; contava ainda com a participação dos médicos Marcos Rodrigues Madeira e Ildefonso Correia Lima, além do farmacêutico Joaquim Secundo Chaves. Em 13 de outubro de 1891, a comissão encerrou as pesquisas, concluindo que não havia explicação natural para os fatos ocorridos.
Insatisfeito com parecer, entretanto, D. Joaquim nomeou uma nova comissão para investigar o caso, tendo como presidente o padre Antônio Alexandrino de Alencar e como secretário o padre Manuel Cândido dos Santos. A segunda comissão concluiu que o fenômeno, longe de miraculoso, havia sido deliberadamente forjado, tratando-se, pois, de embuste. Este segundo parecer acabou por motivar as decisões do bispo sobre o caso, que, com base nele, suspendeu as ordens sacerdotais de padre Cícero e determinou que Maria de Araújo, que viria a morrer em 1914, fosse enclausurada.
Apesar da negativa eclesiástica em reconhecer o caso como milagre, a população continuou a afluir às mancheias ao Juazeiro, venerando como relíquias os panos manchados do sangue que teriam caído da boca da beata. O evento aumentou ainda mais o respeito de amplos setores da população nordestina em relação ao padre Cícero, o que contribuiu para sua fama de santidade.